# Krzysztof Gajtkowski

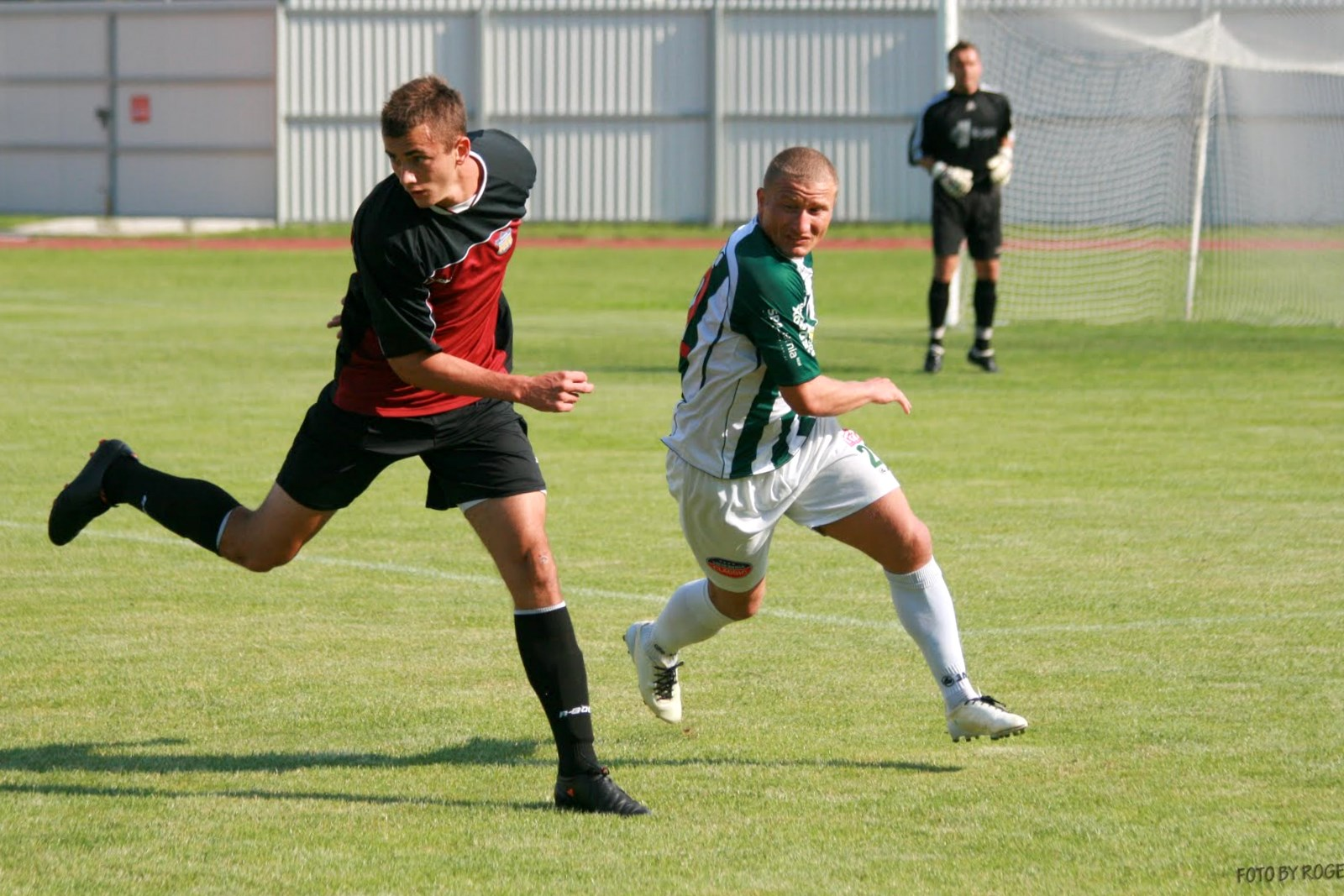
Krzysztof Gajtkowski w biało-zielonych barwach podczas sparingu Warty Poznań z Elaną Toruń (2011).

Krzysztof Gajtkowski (ur. 26 września 1980 w Bytomiu) – polski piłkarz grający na pozycji napastnika.

## Kariera piłkarska
Krzysztof Gajtkowski piłkarską karierę rozpoczynał w Szombierkach Bytom, w których barwach w sezonie 1998/99 występował w rozgrywkach IV ligi. W 1999 trafił do GKS-u Katowice, gdzie początkowo nie mógł znaleźć sobie miejsca w składzie (w sezonie 1999/00 rozegrał dwa mecze – jeden w drugiej lidze i jeden w Pucharze Polski). W pierwszym sezonie gry w nowym klubie jego zespół awansował do I ligi. Zadebiutował w niej 9 września 2000, kiedy to wystąpił w zremisowanym bezbramkowo meczu z Ruchem Chorzów. Następnie zagrał jeszcze w ośmiu innych ligowych spotkaniach. W kolejnych rozgrywkach był już podstawowym zawodnikiem GKS-u. Przez kolejne półtora roku strzelił w najwyższej polskiej klasie rozgrywkowej dwanaście goli.
W przerwie zimowej sezonu 2002/03 podpisał kontrakt z Lechem Poznań. Zadebiutował w nim 15 marca 2003 roku w przegranym 2:3 spotkaniu z Odrą Wodzisław Śląski, w którym zdobył również swoją pierwszą bramkę. W meczu następnej kolejki z KSZO Ostrowiec Św. również wpisał się na listę strzelców. Pod koniec maja strzelił pięć goli w pojedynku z Pogonią Szczecin. Lech rozgrywki ligowe zakończył na dziewiątym miejscu. W sezonie 2003/04 Gajtkowski rozegrał trzy mecze po czym został wypożyczony do GKS-u Katowice. Latem 2004 roku powrócił do Lecha i przez następne półtora roku był jego podstawowym zawodnikiem.
W przerwie zimowej sezonu 2005/06 przeszedł do Korony Kielce. Zadebiutował w niej 7 marca 2006 roku w wygranym po dogrywce 3:0 meczu pucharu Polski z Legią Warszawa, w którym zdobył jedną z bramek. Następnie dość szybko wywalczył sobie miejsce w podstawowej jedenastce, a duet napastników tworzył z późniejszym królem strzelców ekstraklasy, Grzegorzem Piechną. W rundzie jesiennej sezonu 2006/07 leczył ciężką kontuzję. Wiosną oraz w kolejnych rozgrywkach nie potrafił przebić się do pierwszego składu. Sezon 2007/08 Korona zakończyła na szóstym miejscu w ligowej tabeli, jednak za udział w korupcji została zdegradowana do Unibet Pierwszej Ligi. Spowodowało to, że Gajtkowski został wypożyczony z opcją pierwokupu do Polonii Warszawa. Grał w niej regularnie, choć większość spotkań rozpoczynał na ławce rezerwowych. Latem 2009 roku powrócił do Korony, która w sezonie 2008/09 zajęła w lidze trzecie miejsce, jednak dzięki decyzji Komisji ds. Nagłych PZPN bezpośrednio awansowała do Ekstraklasy. W pierwszym oficjalnym meczu po powrocie strzelił gola w wygranym 4:0 meczu z warszawską Polonią. Wiosną był podstawowym graczem i wyróżniał się aktywnością, walecznością oraz ambicją. Najlepszy pojedynek zaliczył w wygranym 1:0 meczu z Wisłą Kraków, kiedy to zapoczątkował akcję po której padł zwycięski gola dla Korony. W spotkaniu tym rzucił się także ciałem pod nogi jednego z krakowskich zawodników, co spowodowało zatrzymanie groźnej kontry.
W sezonie 2010/11 przegrał rywalizację o miejsce w podstawowym składzie z Andrzejem Niedzielanem, Edim Andradiną oraz Maciejem Tatajem. Bardzo często nie mieścił się w meczowym składzie, najwięcej czasu spędził na ławce rezerwowych. Wystąpił w trzech meczach Ekstraklasy, ostatni raz w spotkaniu z Lechem Poznań. Ten pojedynek był jego dwusetnym meczem w najwyższej polskiej klasie rozgrywkowej. W styczniu 2011 rozwiązał za porozumieniem stron kontrakt z kieleckim zespołem. Kilka dni później podpisał umowę z pierwszoligową Wartą Poznań. W rundzie jesiennej sezonu 2011/2012 był wiceliderem strzelców w swojej drużynie, mając strzelonych 5 bramek w 16 spotkaniach. 9 stycznia 2012 roku klub poinformował o rozwiązaniu kontraktu z napastnikiem. W następnym miesiącu podpisał półroczny kontrakt z Kolejarzem Stróże, w którym grał do grudnia. Od stycznia 2013 roku przebywał na testach w Bytovii Bytów. W tym samym miesiącu został jej piłkarzem. Latem za porozumieniem stron klub rozwiązał z nim kontrakt.

## Statystyki
Stan na 24 sierpnia 2013 roku
| Sezon       | Klub             | Kraj   | Rozgrywki                         | Mecze | Gole |
| ----------- | ---------------- | ------ | --------------------------------- | ----- | ---- |
| 1998/99     | Szombierki Bytom | Polska | IV liga                           |       |      |
| 1999/00     | GKS Katowice     | Polska | II liga                           | 1     | 0    |
| 2000/01     | GKS Katowice     | Polska | Ekstraklasa                       | 9     | 0    |
| 2001/02     | GKS Katowice     | Polska | Ekstraklasa                       | 27    | 7    |
| 2002/03     | GKS Katowice     | Polska | Ekstraklasa                       | 12    | 5    |
| 2002/03     | Lech Poznań      | Polska | Ekstraklasa                       | 14    | 7    |
| 2003/04     | Lech Poznań      | Polska | Ekstraklasa                       | 2     | 0    |
| 2003/04     | GKS Katowice     | Polska | Ekstraklasa                       | 22    | 4    |
| 2004/05     | Lech Poznań      | Polska | Ekstraklasa                       | 23    | 3    |
| 2005/06     | Lech Poznań      | Polska | Ekstraklasa                       | 15    | 8    |
| 2005/06     | Korona Kielce    | Polska | Ekstraklasa                       | 12    | 4    |
| 2006/07     | Korona Kielce    | Polska | Ekstraklasa                       | 8     | 3    |
| 2007/08     | Korona Kielce    | Polska | I liga                            | 13    | 3    |
| 2008/09     | Polonia Warszawa | Polska | Ekstraklasa                       | 19    | 2    |
| 2009/10     | Korona Kielce    | Polska | Ekstraklasa                       | 21    | 2    |
| 2010/11 (j) | Korona Kielce    | Polska | Ekstraklasa                       | 3     | 0    |
| 2010/11 (w) | Warta Poznań     | Polska | I liga                            | 15    | 3    |
| 2011/12 (j) | Warta Poznań     | Polska | I liga                            | 16    | 5    |
| 2011/12 (w) | Kolejarz Stróże  | Polska | I liga                            | 12    | 2    |
| 2012/13 (j) | Kolejarz Stróże  | Polska | I liga                            | 14    | 1    |
| 2012/13 (w) | Bytovia Bytów    | Polska | II liga Zachodnia                 | 9     | 1    |
| 2013/2014   | Szombierki Bytom | Polska | III liga                          | 4     | 0    |
| 2014/2015   | MKS Sławków      | Polska | Liga okręgowa, grupa: Katowice IV | ?     | ?    |